# Audio Media
 Der er for få eller ingen kildehenvisninger i denne artikel, hvilket er et problem. Du kan hjælpe ved at angive troværdige kilder til de påstande, som fremføres i artiklen.

Audio Media A/S var et dansk specialbladsforlag, grundlagt i 1971 af Klaus Nordfeld under navnet Forlaget Audio A/S. I mange år var hi-fi-magasinet High Fidelity forlagets flagskib, og senere kom andre kendte publikationer som HiFi Årbogen og Ny Elektronik til.
Det var sidstnævnte, der i begyndelsen af 1980'erne introducerede en særlig sektion i bladet. Sektionen skulle handle om edb, og den fik navnet Alt om DATA. I 1983 blev Alt om DATA et selvstændigt magasin.
I marts 2000 overtog Audio Media rettighederne til at udgive månedsmagasinet Datatid, og i december 2003 lancerede forlaget livsstilsmagasinet T3.
Audio Media ejes og ledes af Klaus Nordfeld. Virksomhedens hovedområde af produktion og udgivelse af magasiner.
Foruden Alt om Data, Privat Computer, T3 og Datatid udgav de blandt andet Quality magasinet, Applemania og flere andre magasiner.
I 2019 blev Audio Media solgt til forlaget Publikum, der måtte lade Audio Media gå konkurs i 2022.